# Rolando Ferreira
Pour les articles homonymes, voir Ferreira.
Rolando Ferreira Jr., né le 24 mai 1964 à Curitiba, dans l'État du Paraná, au Brésil, est un ancien joueur brésilien de basket-ball. Il évolue durant sa carrière au poste de pivot.

## Palmarès
- Champion des Amériques 1984 et 1988
- 3e du championnat des Amériques 1992 et 1995
- Vainqueur des Jeux panaméricains de 1987
- 3e des Jeux panaméricains de 1995